# Videmonte
Videmonte é uma povoação portuguesa sede da Freguesia de Videmonte do Município da Guarda, freguesia com 53,92 km² de área e 388 habitantes (censo de 2021), tendo, por isso, uma densidade populacional de 7,2 hab./km².
A 22 km de distância da Guarda, é a freguesia onde se situa o ponto mais alto do Município, o marco geodésico da Cabeça Alta (1287 m). Faz fronteira com Celorico da Beira e é atravessada pelo Rio Mondego. Localizada em pleno coração da Serra da Estrela, as paisagens naturais banhadas pelo Rio Mondego tornam a aldeia ideal para a prática de desporto e para o contacto com a natureza. As suas casas, construídas com blocos de granito, estão integradas na paisagem que as rodeia. Desta freguesia faz também parte o lugar da Quinta da Taberna.
Videmonte pertence à rede de Aldeias de Montanha.

## Demografia
A população registada nos censos foi:
| Distribuição da População por Grupos Etários | Distribuição da População por Grupos Etários | Distribuição da População por Grupos Etários | Distribuição da População por Grupos Etários | Distribuição da População por Grupos Etários |
| -------------------------------------------- | -------------------------------------------- | -------------------------------------------- | -------------------------------------------- | -------------------------------------------- |
| Ano                                          | 0-14 Anos                                    | 15-24 Anos                                   | 25-64 Anos                                   | > 65 Anos                                    |
| 2001                                         | 79                                           | 71                                           | 269                                          | 133                                          |
| 2011                                         | 50                                           | 47                                           | 216                                          | 165                                          |
| 2021                                         | 21                                           | 36                                           | 170                                          | 161                                          |

## História e Etimologia
Todas as terras têm suas lendas, com o valor próprio de cada uma delas, fazendo, por isso, parte das suas culturas, mas não são a sua história. É o caso de Videmonte com a lenda das formigas, que reza:
"Antigamente havia dois locais distintos – Vide e Monte. Vide estava localizada no atual lugar de Barrelas. Não muito afastada ficava a Quinta do Monte onde morava um fidalgo. O dito fidalgo deslocava-se todos os domingos a Vide para assistir à missa. Num ano remoto, durante o Verão, apareceu uma praga de formigas gigantes que atacou a população, chegando inclusivamente a matar algumas crianças. Obrigadas a protegerem-se, as pessoas refugiaram-se no Monte onde vivia o fidalgo. Desta junção resultou o termo, desde então utilizado - Videmonte."
Esta lenda repete-se em, pelo menos, 11 localidades na zona raiana, havendo vários pesquisadores a chegarem à conclusão de que as formigas se tratavam, na realidade, dos exércitos romanos vistos de longe. Portanto, segundo a lenda e a teoria dos exércitos romanos, pode-se concluir que Videmonte já existia na altura da ocupação romana da Península Ibérica.
O fidalgo de que fala a lenda, efetivamente, existiu. Fidalgo cavaleiro do reino, de nome Afonso Pires, de alcunha "o Gato", foi tenente do reino e governador da Guarda em 1207. Nas inquirições gerais (1220 - 1397) de D. Afonso III e D. Diniz, em concreto no ano de 1258, referidas ao julgado de Linhares, é dado conta que o lugar  «aldeia» de Menouta, em Vite Montis, era propriedade do referido cavaleiro.
A avaliar pela toponímia de toda a envolvente a Videmonte, o povoamento desta freguesia é muito anterior ao Séc. XIII. O seu próprio nome terá, segundo vários investigadores, origem pré-romana ou mesmo a remontar à idade antiga.
No seculo XII, Videmonte, que pertencia ao Concelho de Linhares, com foral atribuído em 1169 por D. Afonso Henriques, tinha a designação do latim antigo ou arcaico de VITE MONTIS, conforme registos.
Quando foi atribuído o foral à Guarda, por D. Sancho I, no ano de 1199, a cidade obteve, também, a designação de diocese com sede em Idanha-a-Velha, daí o título de “egitaniense”, e uma das paróquias que transitou da diocese de Coimbra para esta foi a de Videmonte cuja designação completa era a Seguinte: “parreochialem eclisiam Santi Johannes de Vite Montis”
Viriato Simões coloca a hipótese das populações residentes no castro de Tintinolho (Guarda) terem fugido para a Serra de Bois (Videmonte), quando das primeiras invasões romanas a estes territórios no século III d.C.
A grande Enciclopédia Portuguesa e Brasileira identifica como sendo de origem germânica o nome do Rei visigodo Vitterico, Witerico ou Vitericus.
Segundo vários investigadores, tais nomes são sucedâneos e da mesma origem da do guerreiro lusitano Viriato *Viri Athus* (181-147 a.C.) cujos significados são: forte, famoso e líder.
Também o Dicionário Histórico, Chorográfico, Bibliográfico, Heráldico, Numismático e Artístico regista tais factos históricos desta localidade.
O filósofo e linguista alemão, Joseph-Maria Piel, defende como sendo de origem etimológica germânica, na Lusitânia, o nome de *Vitemundi* - Videmonte do concelho da Guarda, desde a extinção definitiva do de Linhares em 1855 .

## Economia
Algumas das principais atividades económicas locais são: serralharia, carpintaria, agricultura, pastorícia, construção civil, pequeno comércio e florestação. Existe um Parque Eólico em Videmonte composto por dezasseis aerogeradores.

## Turismo
A sua gastronomia inclui queijo Serra da Estrela, requeijão, bôla de água, bôla de azeite, bôla com carne de porco, caldo de paparote de castanhas, fumeiros, sopa da matança do porco.
Alguns locais de interesse turístico são: Açude do Bicho, Casa Abrigo, Lugar dos Barrocais, Pátio da "Ti Torres", Casa Paroquial, Casas Novas, Centro Cultural de Videmonte.
As suas principais festas e romarias são a Festa de Nossa Senhora de Lourdes e a Festa de Santo Antão. No último fim de semana de Julho realiza-se em Videmonte o Festival Pão Nosso, de forma a celebrar o famoso pão de centeio produzido na freguesia e cozido nos fornos a lenha, seja no comunitário ou em casa de particulares.

## Património
- Igreja Matriz de Videmonte
- Capela de Santo António

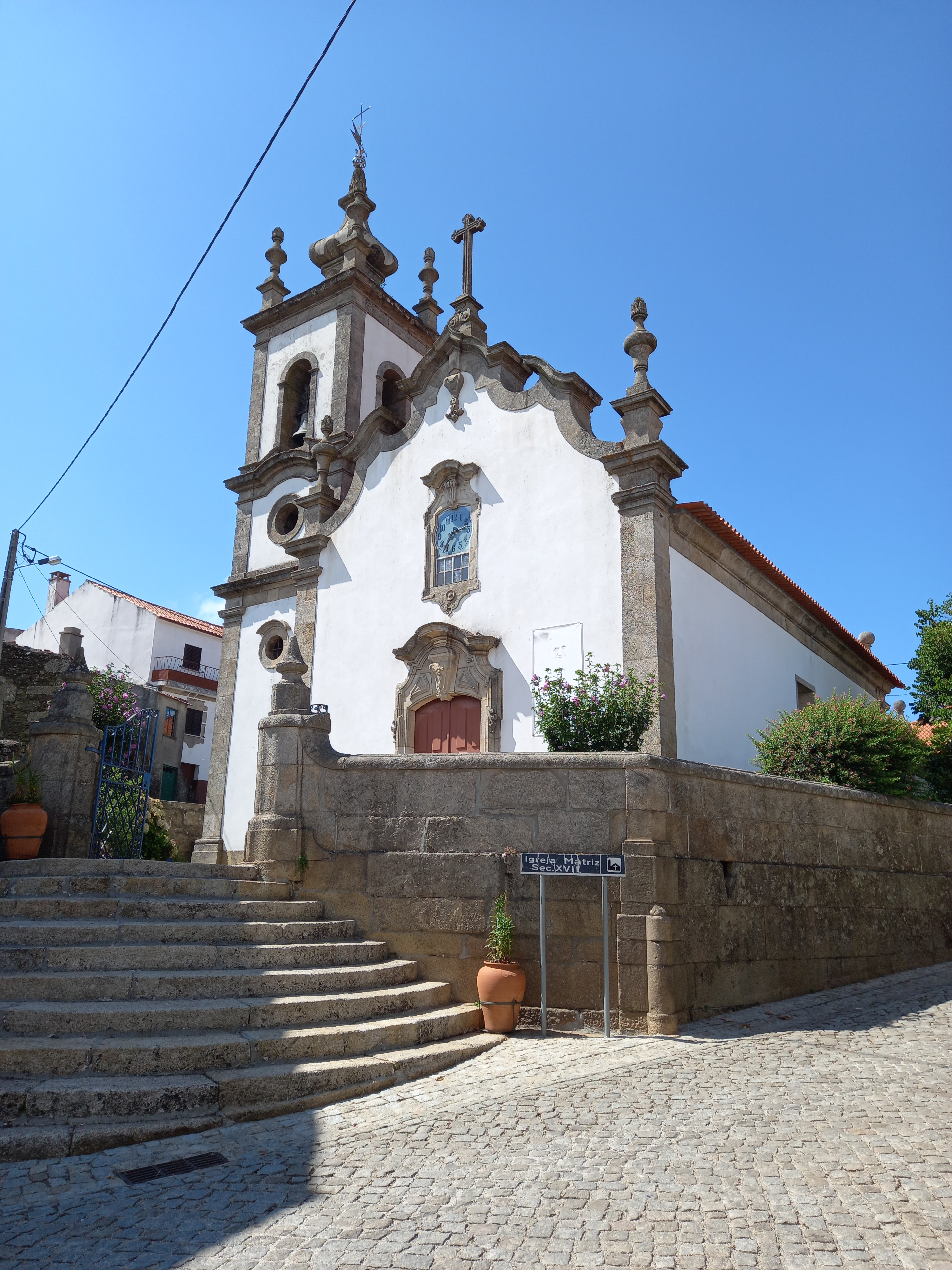
Igreja Matriz de Videmonte

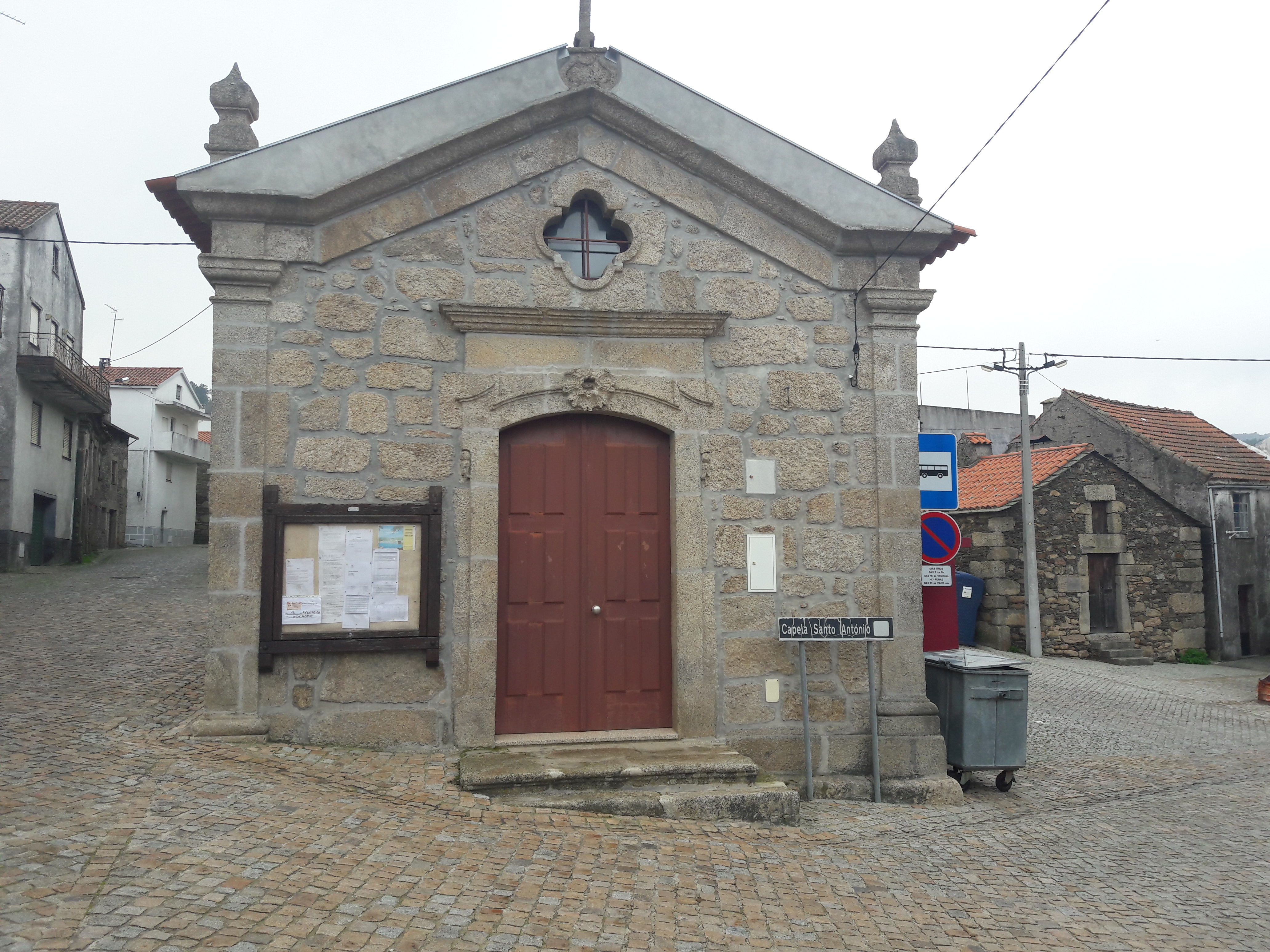
Capela de Santo António, em Videmonte

- Capela de Nossa Senhora de Lourdes
- Capela de Santo Antão

## Pontos de interesse
- Forno comunitário
- Geossítio da Quinta da Taberna

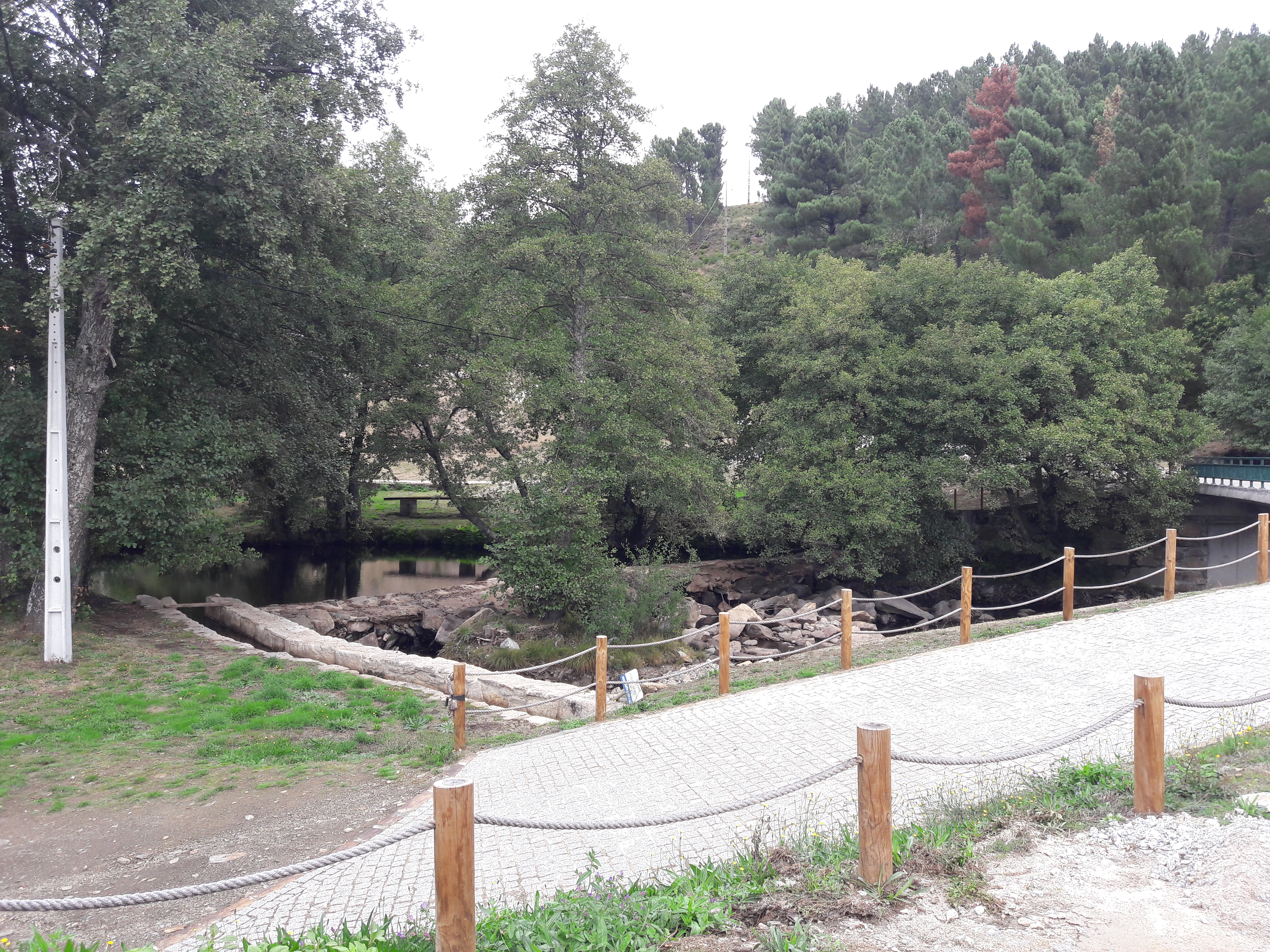
Praia Fluvial da Quinta da Taberna, Videmonte

- Praia fluvial da Quinta da Taberna
- Espaço Cooperativa CoWork - Videmonte (espaço de trabalho partilhado sem fins lucrativos)